# Gustav Bayer
Gustav Adolf Herman Bayer (Bærum, 1895. március 23. – Oslo, 1977. szeptember 5.) olimpiai ezüstérmes norvég tornász.
Ez első világháború után az 1920. évi nyári olimpiai játékokon, mint tornász versenyzett és szabadon választott gyakorlatokkal, csapat összetettben ezüstérmes lett.
Klubcsapata az Oslo Turnforening volt.